# BerliOS
BerliOS ( abreviatura de "Berlin Open Source") fue un proyecto fundado por Fraunhofer FOKUS, el instituto Fraunhofer para Sistemas de Comunicación Abiertos localizado en Berlín, destinado a coordinar los diferentes grupos de interés en el campo del software de código abierto (OSS) y para asumir la función de coordinador neutral. Los grupos destinatarios de BerliOS estaban formados por desarrolladores y usuarios de software de código abierto del lado de compañías relacionadas con el campo del software de código abierto o del otro lado.

## Estructura
BerliOS estaba conformado por varios subproyectos:
- "Developer", una plataforma para albergar proyectos de código abierto similar a SourceForge, GNU Savannah y JavaForge
- "DocsWell", una base de datos de documentación relacionada al código abierto.
- "SourceWell", un servicio de noticias para proyectos de código abierto.
- "SourceLines", una base de datos de prácticas idóneas para proyectos exitosos de código abierto.
- "SourceBiz", una lista de compañías de código abierto.
- "DevCounter", una base de datos de perfiles de desarrolladores de código abierto.
- "OpenFacts", una wiki-base de datos de conocimiento de código abierto (utilizando MediaWiki)
- "SourceAgency" (Beta), una plataforma para coordinar la financiación de código abierto.

## Cierre del proyecto
Los operadores del BerliOS el proyecto anunció que BerliOS cerraría a finales de 2011 debido a carencia de soporte y financiación.
Luego de la noticia sobre el cierre, BerliOS recibió numerosas propuestas para salvar el proyecto. Como resultado se sugirió que BerliOS continuara como un instituto sin fines de lucro por una combinación de voluntarios, donaciones y patrocinio corporativo.
El 23 de febrero de 2012 BerliOS anunció en su blog, que había sido firmado un acuerdo de cooperación con SourceForge, lo cual significó que todos los proyectos alojados en los sistemas de BerliOS' serían automáticamente replicados en proyectos nuevos e independientes en SourceForge. 
El 4 de abril de 2012 SourceForge reiteró esta declaración en su blog y proveyó especificaciones sobre la colaboración.
En enero de 2014, BerliOS anunció que deshabilitaría sus servicios de hosting el 30 de abril de 2014.

## Proyectos espejo en SourceForge
Los nombres de los proyectos "espejados" en SourceForge llevaban adelante la siguiente plantilla; http://sourceforge.net/projects/${nombre}.berlios/ donde "${nombre}" sería el nombre de proyecto de BerliOS.
El dueño y creador del proyecto era un usuario preparado especialmente llamado berliosrobot.
De ese modo los antiguos proyectos de BerliOS pueden ser encontrados utilizando el motor de búsqueda de SourceForge.